# Ван Чі-лінь
Ван Чі-лінь (кит.: 王齊麟, 18 січня 1995) — тайванський бадмінтоніст, олімпійський чемпіон 2020 року.

## Виступи на Олімпіадах
| Олімпіада  | Дисципліна    | Місце |
| ---------- | ------------- | ----- |
| Токіо 2020 | парний розряд | 1     |